# Аранибар, Хосе Николас де
Хосе Николас де Аранибар и Ллано (исп. José Nicolás de Araníbar y Llano; 1835, Лима — 1903, Лима) — перуанский юрист, дипломат, политический и государственный деятель, премьер-министра Перу (6 октября 1886 — 20 ноября 1886), министр юстиции (1871), министр финансов и торговли (1876—1877 и 1886), сенатор и верховный прокурор Перу (1876).

## Биография
Сын политика, председателя Конгресса Перу Николаса де Аранибара Фернандеса Корнехо. Окончил духовную семинарию, затем изучал право в Высшей школе Лимы. Бакалавр в области юриспруденции. В 1860 года был принят в Лимскую коллегию адвокатов. Служил в судебной системе.
С 25 мая 1870 года по 17 октября 1871 года занимал пост министра юстиции и образования в правительстве Х. Бальта.
В 1874 году был избран сенатором от Лимы. 1 августа 1876 года Конгресс избрал его прокурором Верховного суда Перу.
С августа 1876 года по июнь 1877 года, а затем в 1886 году — министр финансов и торговли Перу.
В 1886 году занимал пост премьер-министра Перу. Из-за разногласий с президентом Андресом Авелино Касересом подал в отставку.
Дипломат. Был назначен специальным представителем перуанского правительства на переговорах с английским комитетом держателей облигаций перуанского внешнего долга и отправлен в Лондон.
В 1891 году был назначен полномочным министром Перу в Бельгии. В 1896 году ему была поручена миссия по представлению прав Перу в Международном Арбитражном суде Лозанны (Швейцария).